# 亞蘭大馬士革國王列表
以下是根據《旧约圣经》的亞蘭大馬士革國王列表：
- 利遜
- 希旬
- 他伯利們
- 便哈達一世
- 便哈達二世（哈達德色）
- 哈薛
- 便哈達三世

世系不明
- 利汛